# Mechelseplein

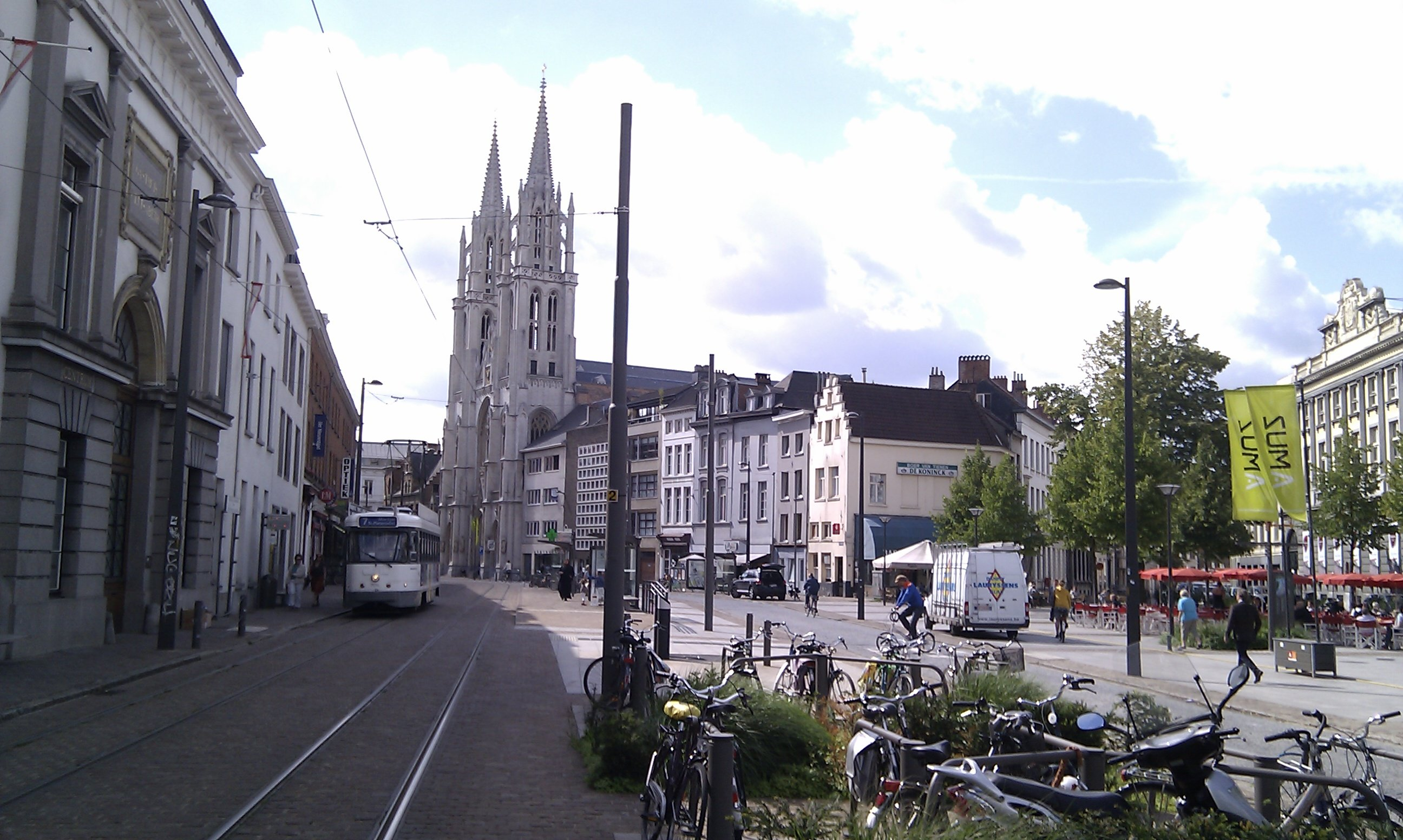

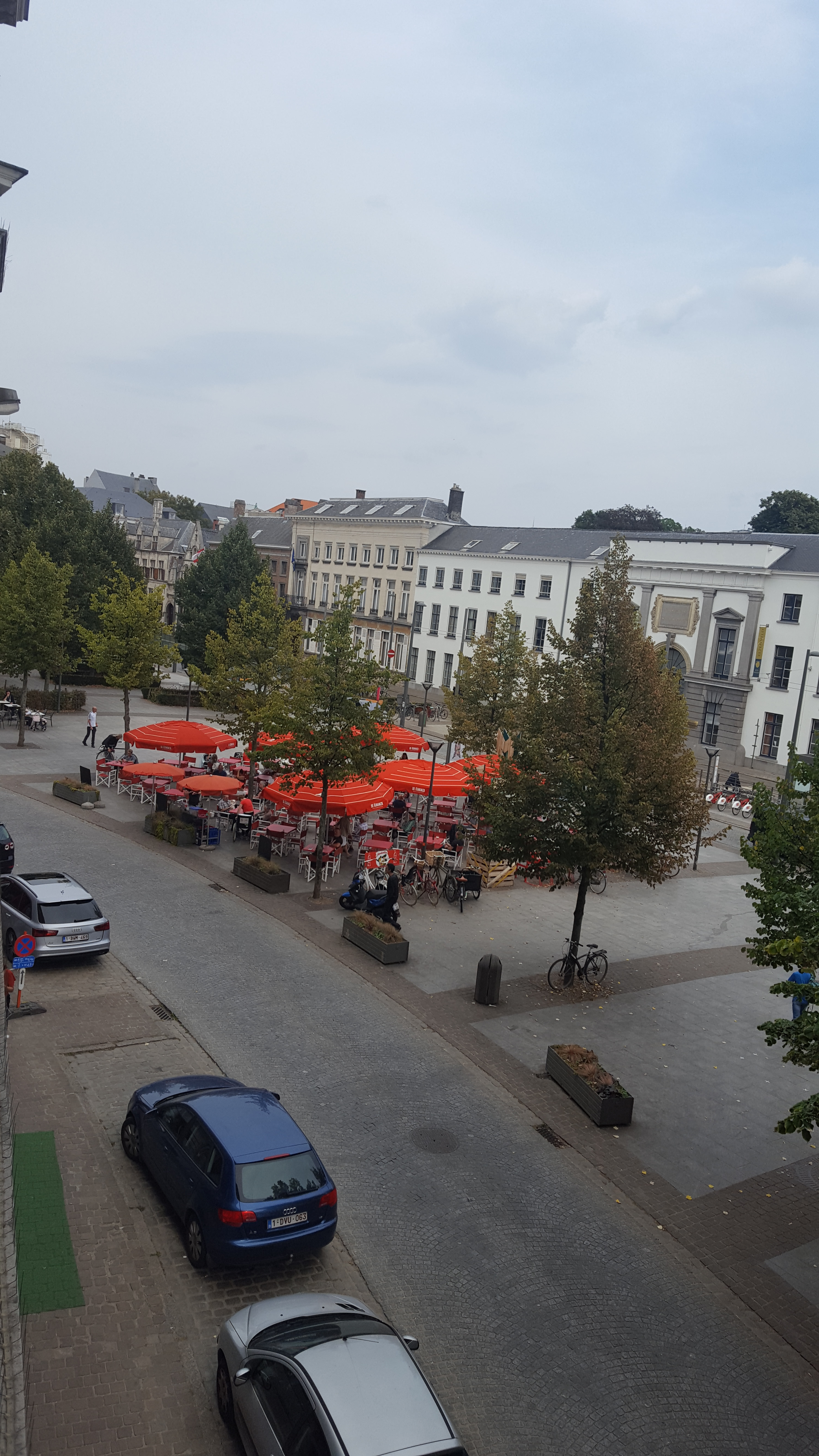

Het Mechelseplein is een plein in het centrum van de stad Antwerpen. Het plein staat bekend om de verschillende cafés die er gesitueerd zijn: de Boer Van Tienen, Kapitein Zeppos, Korsakov, Hypotalamus en de Pallieter.
Het Mechelseplein staat bekend als een plein met een hoog cultureel gehalte. Zo is de theaterschool Studio Herman Teirlinck aan dit plein gelegen. Op het plein staat een standbeeld van auteur Willem Elsschot. Op de zijmuur van de Antwerp Management School in de Lange Gasthuisstraat staat het gedicht 'Een Minimum' geschilderd. Dit gedicht is geschreven door Ramsey Nasr, de tweede stadsdichter van Antwerpen.
Tram 4 en Tram 7 passeren langs het Mechelseplein. Op het plein is ook een toegangspoort naar het congrescentrum Elzenveld. Via deze doorgang kan men ook snel de Leopoldstraat bereiken.